# Piazzetta dell'Ortaggio
La Piazzetta dell'Ortaggio, o Piazza degli Ortaggi, nota anche popolarmente come piazzetta del pesce, si trova nel centro storico di Pistoia ed è adiacente a piazza della Sala.

## Storia e descrizione
Sul lato est era presente, in epoca storica, il ghetto ebraico di Pistoia. L'ingresso era costituito da uno stretto accesso ad arco chiuso da una cancellata in ferro, tuttora visibile. Il ghetto terminava, in profondità, sul lato opposto, ossia in via Roma. Su entrambi i lati del ghetto è facile notare che le finestre sono più piccole rispetto agli edifici vicini, questa caratteristica è ritenuta tipica della architettura del ghetto.
Nel '900 la piazza è stata sede di un mercato del pesce fresco. Per questo motivo la piazza è popolarmente nota anche come "piazzetta del Pesce". La struttura del mercato - presumibilmente costituita da alcune tettoie in muratura - che era presente all'epoca è ancora visibile nelle vecchie mappe catastali consultabili gratuitamente sul sito del Comune, dove la piazza stessa viene descritta con il nome di "piazzetta del Pesco".
Nel 1996, nello slargo che reca la targa piazzetta dell'Ortaggio e che sembra servisse come punto di sosta per i pellegrini, come sembra ricordare il rilievo con la conchiglia e il bordone che si trova nel muro, è stato collocato il gruppo scultoreo in bronzo Giro del Sole (1994), opera dell'artista pistoiese Roberto Barni, in cui tre giovani, in partenza da un unico centro, sembrano dirigersi verso punti diversi con gli occhi bendati e una lampada a olio nella mano destra. La tre figure a grandezza naturale, appena sollevate da terra su un disco di pietra, si confondono spesso con la folla del mercato settimanale nell'angolo riservato alla vendita dei fiori.
Nei primi anni del 2000 la piazza - assieme a piazza della Sala e alle vie limitrofe - è divenuta sede della movida pistoiese. Nella sola piazzetta dell'Ortaggio, pur essendo di modeste dimensioni, nel 2017 sono presenti ben quattro locali addetti alla ristorazione - ed in particolare agli aperitivi - ciascuno con i suoi tavoli all'aperto, molti dei quali sono aperti 7 giorni su 7, sia in estate che in inverno.
Il 27 maggio 2012 ha avuto luogo la prima edizione di Un altro parco in città, un evento patrocinato dal Comune di Pistoia e realizzata con la collaborazione di Giorgio Tesi Group che ha trasformato per un giorno la piazzetta dell'Ortaggio in un luogo adibito a picnic ricoprendo completamente il lastricato della piazza con un manto di vera erba ed alberi in vaso per creare zone d'ombra. I locali adiacenti hanno poi offerto ai partecipanti degli speciali cestini da pic-nic e coperte per stendersi a terra. L'iniziativa ha riscosso un discreto successo, tanto da essere riproposta più volte negli anni successivi, includendo nell'evento anche piazza della Sala, salvo essere rimandata in qualche occasione a causa del brutto tempo.